# Голынкин, Олег Борисович
Олег Борисович Голынкин (19 декабря 1919, Витебск, Белорусская Советская Социалистическая Республика — 1 апреля 2014) — архитектор, художник.

## Биография
С 17 лет жил в Ленинграде — Санкт-Петербурге. В 1939 г. окончил школу с отличием и поступил в Академию художеств СССР: институт живописи, скульптуры и архитектуры им. Репина. Через 2 месяца после поступления был мобилизован на фронт — на советско-финскую войну, откуда пошел воевать на Великую Отечественную войну. Воевал на Ленинградском фронте: Касимово, Шлиссельбург, Невская Дубровка… Два года командовал зенитной батареей на печально знаменитом Невском пятачке. был награждён орденами и медалями: орденом Отечественной войны 2 степени, орденом Красной звезды и др.
Пройдя две войны, Голынкин вернулся на учебу в Академию Художеств, которую окончил с отличием в 1951 г. После окончания учебы поступил на работу в ЛенНИИпроект, где стал руководителем архитектурной группы и главным архитектором проекта. В 1952 г. вступил в Союз Архитекторов СССР. В 1953 г. женился на Делии Георгиевне Гадаскиной, художнице прикладного искусства. Их сын Евгений — режиссёр-документалист, живет в Москве; дочь Екатерина — практикующий психолог в Лондоне.
В 1961 г. становится руководителем архитектурно-планировочной мастерской, в которой проработал до конца 1990-х. В 1995 г. удостоен звания Заслуженный архитектор Российской Федерации.
О. Б. Голынкин — автор сотен рисунков и акварелей; его персональные выставки неоднократно проводились в помещении Петербургского Союза Архитекторов (1970, 1975, 1985, 2003 гг.).

## Творчество
За долгую творческую жизнь О. Б. Голынкин построил в г. Ленинграде (Санкт-Петербурге) и других городах Советского Союза большое количество жилых, общественных и производственных зданий и сооружений.
Основные здания:
- Башня на пересечении Московского проспекта и улицы Ленсовета (1952 г.)
- Несколько рынков, среди них: Приморский, Мальцевский, Московский (1952—1958 гг.)
- Жилой дом на Лиговском проспекте, 215—217 (1955—1958 гг.)
- Дома быта: «Кристалл» на улице Седова (бизнес-центр), на Лермонтовском проспекте, на Бармалеевой улице, на Разъезжей улице, в Кронштадте (1960-е гг.).
- Автотранспортный техникум (колледж) на Бухарестской улице, 23 (1972 г.)

- Комплекс «Невских бань» на улице Марата (1977 г.), в настоящее время снесен.
- Здание Механического института на 1-й Красноармейской улице (1970-е — 1980-е гг.)
- Архив Военно-Морского Флота на Серебристом бульваре, 22-этажное высотное здание (1975—2006 гг.)
- Жилой дом на Левашовском проспекте (дом 4 по Плуталовой улице): 8-этажный элитный жилой дом на 45 квартир (2002 г.)
- Сооружения мемориального назначения, среди них: мемориал «Балканы» на Балканском воинском кладбище (1966); мемориал в пос. Корчмино в г. Колпино (1982—1983 гг.), мемориал на Братском воинском кладбище на ул. Веры Слуцкой (1983 г.), а также военные памятники в городах Сандово, Металлострой, Токсово, Вельск.
- Большая серия многоэтажных гаражей — паркингов ведомственного назначения, гаражных кооперативов и гаражей-гостиниц с административными корпусами, среди них гараж «Василеостровец» на проспекте Кима В. О. (1963 г.)
- Автобусные и троллейбусные парки, среди них автобусные парки: Салтыковская дорога, Автово, н/з «Предпортовая», троллейбусный парк № 1 на Ленинском проспекте.
- Таксомоторные парки: в Петербурге (в частности, на Краснопутиловской улице), в городах Свердловск, Челябинск, Волгоград, Кишинев.
- Здание гаражного кооператива «Василеостровец» на Уральской улице, 31 (1986 г.)

## Конкурсы
- Памятник 250-летия Кронштадту (1 премия, 1955 г., скульптор В. Г. Стамов)
- Проект памятника Победы на Поклонной горе (1 премия, 1960 г., среди участников — Е. Левинсон, Б. И. Фомин, скульптор Л. Михаленок)